# Den stjaalne Millionobligation
Den stjaalne Millionobligation også kendt som Millionobligationen er en dansk stum kriminalfilm fra 1911 produceret af Nordisk Films Kompagni. Filmens instruktør er ukendt. 
Filmen er af de mange film, som Nordisk producerede i årene omkring 1910, hvori indgår mesterdetektiven Sherlock Holmes. Filmens handling er dog ikke baseret på Arthur Conan Doyles romaner om Holmes.
Filmen havde dansk premiere den 14. januar 1911 i Biograf-Theatret. Filmen blev i tysktalende lande distribueret som Das Million-Testament og i engelsktalende lande som The Stolen Legacy.

## Handling
En rig lord ønsker at sikre sig mod, at hans familie skal berøve hans smukke hustru arven efter ham. Den skumle Dr. Mors forleder den rige lord til at udstede en ihændehaver-obligation omfattende hele lordens formue med det formål at give obligationen til hustruen i levende live. Den den måde bliver hustruen ejer at hele formuen. Men Dr. Mors har planlagt i stedet selv at stjæle obligationen, og da lorden dør, har Dr. Mors ved list fået fat i obligationen. Enken kontakter Sherlock Holmes, der opklarer mysteriet, og enken får obligationen tilbage. 

## Medvirkende
- Alwin Neuss - Sherlock Holmes
- Einar Zangenberg - Dr. Mors
- Alfi Zangenberg - Grevinden
- Anton Seitzberg - Billy
- Victor Fabian - Politiofficer
- Erik Crone
- Oscar Langkilde